# Франц Шлегелбергер
Франц Шлегелбергер (на немски: Franz Schlegelberger) (23 октомври 1876 – † 14 декември 1970) е германски съдия, политик, държавен секретар и райхсминистър на правосъдието (RMJ) между 30 януари 1941 и 19 август 1942 г.

## Биография

### Произход и младежки години
Франц Шлегелбергер е роден на 23 октомври 1876 г. в Кьонигсберг, Прусия.
Завършва юридическия факултет на тамошния университет, а в Берлинския защитава докторска дисертация по юриспруденция. От 1897 г. е референт на държавна служба. От 1904 г. е местен съдия.

### Първа световна война (1914 – 1918)
Участва в Първата световна война и до края ѝ си извоюва ордена Железен кръст – II степен.

#### Междувоенен период
От 1918 г. е сътрудник и таен съветник на Имперското министерство на правосъдието (RMJ), а от 1921 г. началник на отдел към същото министерство.
От 1922 г. е почетен професор на юридическия факултет към Берлинския университет, а от 1926 г. е почетен професор и от Кьонингсбергския университет.
От 1927 г. е ръководител на отдел в министерство на правосъдието, командирован в Южна Америка (Аржентина, Чили и Бразилия), където изучава международно право. От октомври 1931 г. е държавен секретар в министерство на правосъдието.
От януари 1938 г. е член на NSDAP.

### Втора световна война (1939 – 1945)
От 29 януари 1941 до 20 август 1942 г. е райхсминистър на правосъдието. От септември 1942 г. е в състава на централния апарат на министерство на външните работи.
През лятото на 1945 г. е арестуван от сътрудници на американското контраразузнаване. През декември 1947 г. е осъден на доживотен затвор (заради участието му в преследването и избиването на евреи и поляци). На 4 февруари 1951 г. е освободен от Ландсберг по здравословни причини. Същата година е реабилитиран от денацификационния трибунал на Шлезвиг-Холщайн.

#### Смърт
Шлегелбергер умира на 14 декември 1970 г. във Фленсбург, провинция Шлезвиг-Холщайн, Германия.

## Цитирана литература